# Spilosoma penultimum
Spilosoma penultimum là một loài bướm đêm thuộc phân họ Arctiinae, họ Erebidae.